# Wahlbezirk Österreich unter der Enns 37
Der Wahlbezirk Österreich unter der Enns 37 war ein Wahlkreis für die Wahlen zum Abgeordnetenhaus im österreichischen Kronland Österreich unter der Enns. Der Wahlbezirk wurde 1907 mit der Einführung der Reichsratswahlordnung geschaffen und bestand bis zum Zusammenbruch der Habsburgermonarchie.

## Geschichte
Nachdem der Reichsrat im Herbst 1906 das allgemeine, gleiche, geheime und direkte Männerwahlrecht beschlossen hatte, wurde mit 26. Jänner 1907 die große Wahlrechtsreform durch Sanktionierung von Kaiser Franz Joseph I. gültig. Mit der neuen Reichsratswahlordnung schuf man insgesamt 516 Wahlbezirke, wobei mit Ausnahme Galiziens in jedem Wahlbezirk ein Abgeordneter im Zuge der Reichsratswahl gewählt wurde. Der Abgeordnete musste sich dabei im ersten Wahlgang oder in einer Stichwahl mit absoluter Mehrheit durchsetzen. Der Wahlkreis Österreich unter der Enns 37 umfasste folgende Gemeinden:
- Zwettl, Weitra und Horn (aus den gleichnamigen Gerichtsbezirken)
- Dietmanns, Großsiegharts und Waidhofen an der Thaya (Gerichtsbezirk Waidhofen an der Thaya)
- Heidenreichstein und Litschau (Gerichtsbezirk Litschau)
- Aalfang, Böhmzeil, Brand, Erdweis, Gmünd, Hoheneich, Schrems, Niederschrems und Wielands (Gerichtsbezirk Schrems)
- Karlstein und Kautzen (Gerichtsbezirk Dobersberg)

Aus der Reichsratswahl 1907 ging Theodor Hackenberg (Sozialdemokratische Arbeiterpartei) als Sieger hervor. Er setzte sich in der Stichwahl mit 54 Prozent gegen den Christlichsozialen Franz Zuleger durch. Bei der Reichsratswahl 1911 verlor Hackenberg sein Mandat in der Stichwahl an Karl Kittinger, der als Kompromisskandidat der deutschfreiheitlichen Parteien und der Christlichsozialen Partei angetreten war.

## Wahlen

### Reichsratswahl 1907
Die Reichsratswahl 1907 wurde am 14. Mai 1907 (erster Wahlgang) sowie am 23. Mai 1907 (Stichwahl) durchgeführt.
| Kandidat                                                                    | Partei                             | Wahlkreis- stimmen | Stimmen- anteil |
| --------------------------------------------------------------------------- | ---------------------------------- | ------------------ | --------------- |
| Theodor Hackenberg                                                          | Sozialdemokratische Arbeiterpartei | 2601               | 36,1 %          |
| Franz Zuleger                                                               | Christlichsoziale Partei           | 2241               | 31,1 %          |
| Karl Kittinger                                                              | Deutsche Volkspartei               | 2228               | 30,9 %          |
| Sonstige                                                                    |                                    | 133                | 1,8 %           |
| Wahlberechtigte: 7573, Ungültige/Leere Stimmen: 54, Wahlbeteiligung: 95,8 % |                                    |                    |                 |

#### Stichwahl
| Kandidat                                                                     | Partei                             | Wahlkreis- stimmen | Stimmen- anteil |
| ---------------------------------------------------------------------------- | ---------------------------------- | ------------------ | --------------- |
| Theodor Hackenberg                                                           | Sozialdemokratische Arbeiterpartei | 3684               | 54,0 %          |
| Franz Zuleger                                                                | Christlichsoziale Partei           | 3143               | 46,0 %          |
| Wahlberechtigte: 7573, Ungültige/Leere Stimmen: 350, Wahlbeteiligung: 94,8 % |                                    |                    |                 |

### Reichsratswahl 1911
Die Reichsratswahl 1911 wurde am 13. Juni 1911 (erster Wahlgang) sowie am 20. Juni 1911 (Stichwahl) durchgeführt.

#### Erster Wahlgang
| Kandidat                                                                     | Partei                             | Wahlkreis- stimmen | Stimmen- anteil |
| ---------------------------------------------------------------------------- | ---------------------------------- | ------------------ | --------------- |
| Karl Kittinger                                                               | Kompromisskandidat                 | 3354               | 46,0 %          |
| Theodor Hackenberg                                                           | Sozialdemokratische Arbeiterpartei | 2933               | 40,2 %          |
| Müller                                                                       | deutsch-freiheitlicher Kandidat    | 942                | 12,9 %          |
|                                                                              | Sonstige                           | 59                 | 0,8 %           |
| Wahlberechtigte: 7840, Ungültige/Leere Stimmen: 222, Wahlbeteiligung: 95,8 % |                                    |                    |                 |

#### Stichwahl
| Kandidat                                                               | Partei                             | Wahlkreis- stimmen | Stimmen- anteil |
| ---------------------------------------------------------------------- | ---------------------------------- | ------------------ | --------------- |
| Karl Kittinger                                                         | Kompromisskandidat                 | 3744               | 51,6 %          |
| Theodor Hackenberg                                                     | Sozialdemokratische Arbeiterpartei | 3506               | 48,4 %          |
| Wahlberechtigte: 7840, Ungültige Stimmen: 228, Wahlbeteiligung: 95,3 % |                                    |                    |                 |